# Mahmoud Abdelrahman
Mahmoud Khaled Abdel Sattar Abdelrahman (in arabo محمود خالد عبدالستار عبدالرحمن‎?; Governatorato di al-Qalyūbiyya, 26 aprile 1997) è un lottatore egiziano, specializzato nella lotta greco-romana.

## Biografia
Ai Giochi panafricani di Accra 2024 ha vinto la medaglia d'argento, perdendo la finale contro l'algerino Abdelkrim Ouakali nella categoria dei -77 kg.
Ha rappresentato l'Egitto ai Giochi olimpici estivi di Parigi 2024, dove è stato eliminato dall'uzbeko Aram Vardanyan agli ottavi del torneo dei -77 kg.

## Palmarès
| Anno | Manifestazione     | Sede   | Evento | Risultato | Note |
| ---- | ------------------ | ------ | ------ | --------- | ---- |
| 2024 | Giochi panafricani | Accra  | 77 kg  | Argento   |      |
| 2024 | Giochi olimpici    | Parigi | 77 kg  | 14º       |      |